# Первый период периодической системы
К пе́рвому пери́оду периоди́ческой систе́мы относятся элементы верхней строки (или периода) периодической системы химических элементов. Строение периодической таблицы основано на строках для иллюстрации повторяющихся (периодических) химических свойств элементов при увеличении атомного числа: новая строка начинается тогда, когда увеличивается количество энергетических уровней, что означает попадание элементов с аналогичными свойствами в тот же вертикальный столбец. Первый период содержит меньше всего элементов. Их всего два: водород и гелий. Данное положение объясняется современной теорией строения атома.

## Периодические особенности
К каждому периоду в периодической таблице химических элементов относятся как минимум 8 элементов, и это позволяет найти определённый периодический закон периода. Однако 1-й период содержит только 2 элемента, что затрудняет процесс нахождения периодического закона.
Гелий является благородным газом и относится к 18-й группе, принадлежащей благородным газам. А водород, как сказано ниже, имеет уникальные свойства и поэтому его трудно распределить в какую-либо группу. Именно поэтому его часто изображают на разных позициях в периодической таблице.

## Позиции элементов первого периода в таблице
Хотя и водород, и гелий, относятся к s-блоку, ни к одному из них невозможно найти элемент из этого же блока с похожими свойствами.  Их химические свойства так сильно отличаются от других s-элементов, что порой возникают разногласия относительно положения элементов в периодической системе.
Водород в системе иногда размещают над литием, углеродом, фтором. В некоторых вариантах таблицы символ водорода вообще появляется дважды — над литием и фтором. Иногда же этот элемент размещают над всеми элементами ниже лежащих периодов таблицы, подчёркивая, что этот химический элемент не распределяется ни в одну из групп периодической системы.
Гелий практически всегда располагают над неоном (относящемуся к р-элементам) в столбце, принадлежащему группе №18, где размещены благородные газы. Однако время от времени гелий размещали над бериллием ввиду одинаковых конфигураций расположения электронов на внешнем уровне.

## Элементы
| Химический элемент | Химический элемент | Химический элемент | Группа          | Электронная конфигурация |
| ------------------ | ------------------ | ------------------ | --------------- | ------------------------ |
| 1                  | H                  | Водород            | Неметалл        | 1s1                      |
| 2                  | He                 | Гелий              | Благородный газ | 1s2                      |

### Водород

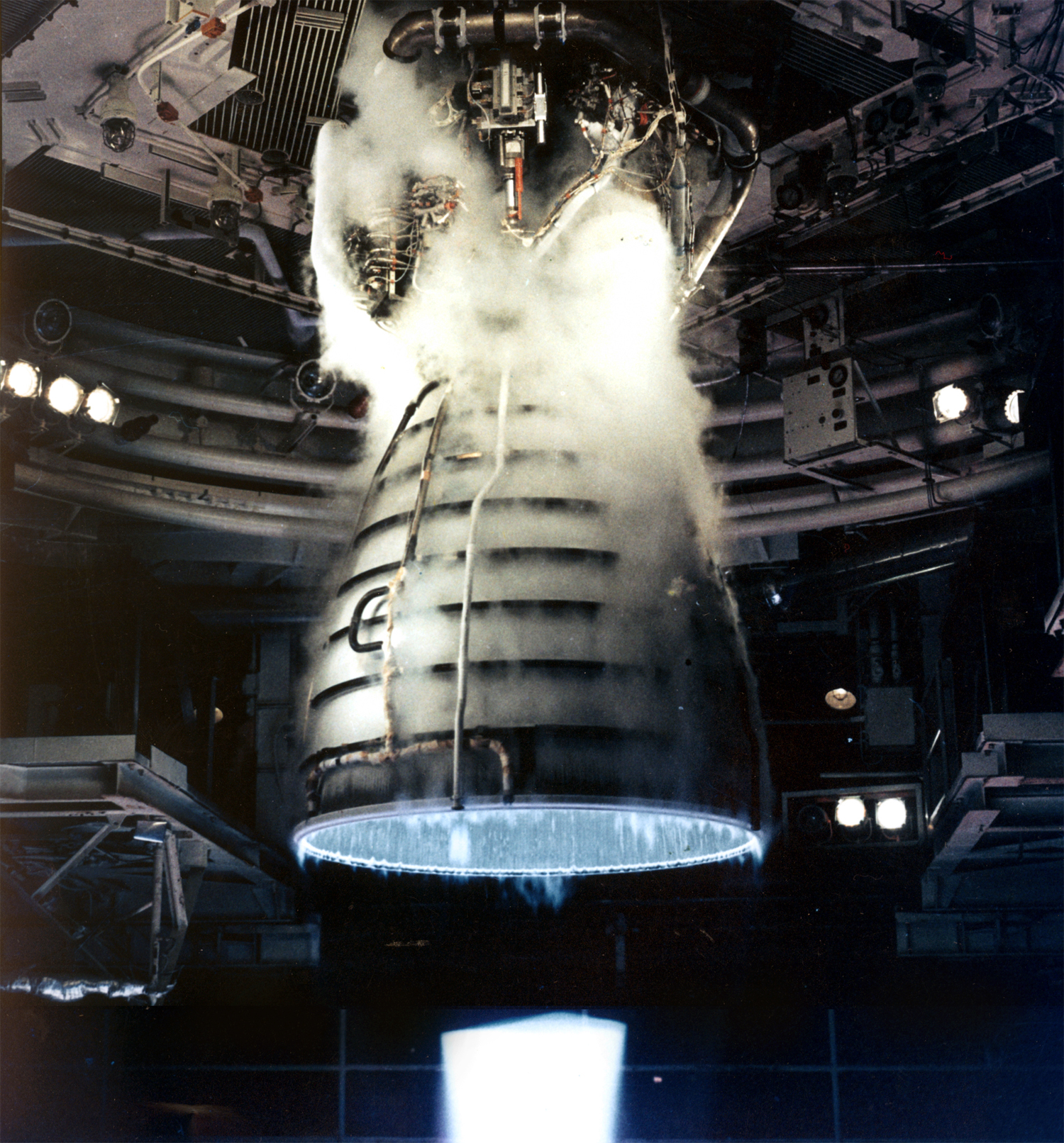
Ракетный двигатель RS-25, использующий жидкие водород и кислород.

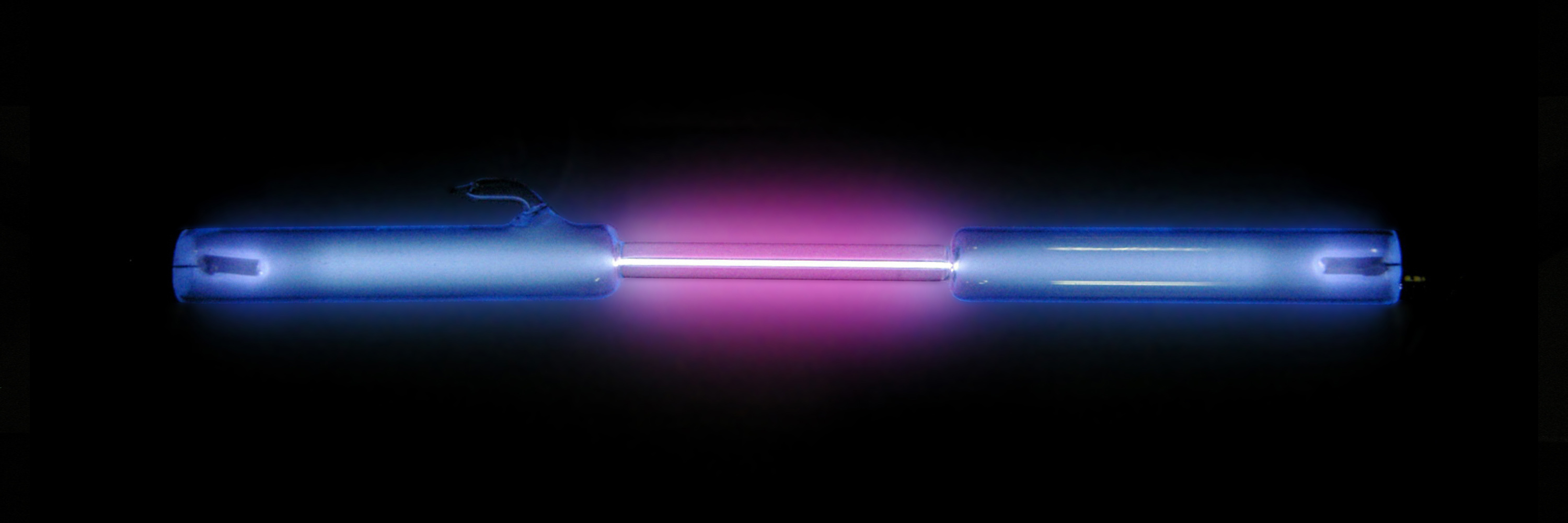
Водородная спектральная разрядная трубка

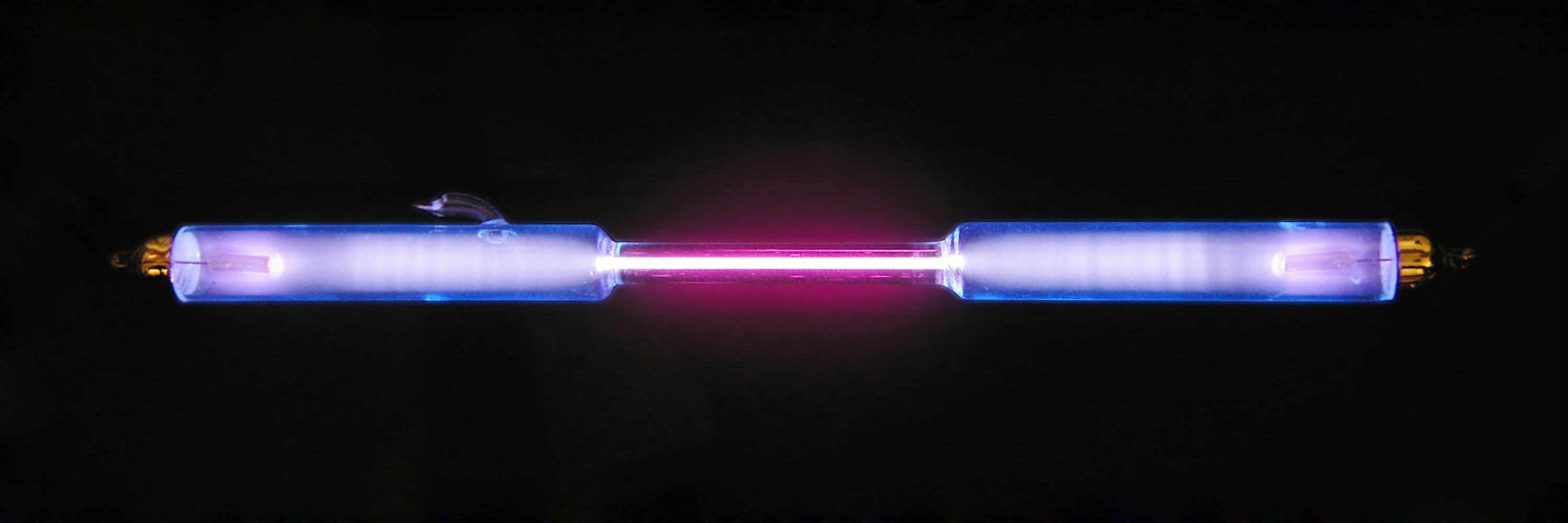
Дейтериевая спектральная разрядная трубка

Водород (Н) является химическим элементом с атомным номером 1. При нормальной температуре и давлении водород представляет собой легковоспламеняющийся двухатомный газ без цвета, запаха и вкуса. Неметалл, имеет молекулярную формулу H2. Водород является самым лёгким элементом, имея атомную массу, равную 1,00794 а.е.м.
Водород является самым распространённым химическим элементом, составляя примерно 75 % от массы всех элементов во Вселенной. Звёзды в главной последовательности в основном состоят из водорода в состояние плазмы. В элементарном состоянии водород является относительно редким элементом на Земле, поэтому в промышленных масштабах он производится из таких углеводородов, как метан. Большинство элементарного водорода используется «немедленно» (имеется в виду локально на производственной площадке), крупнейшими местами его сбыта является переработка ископаемого топлива, гидрокрекинг, производство аммиака, в основном для рынка удобрений,и т.д. Водород можно получить также из воды с помощью процесса электролиза, но при этом производство водорода получается коммерчески значительно дороже, чем из природного газа.
Наиболее распространенный изотоп водорода природного происхождения, известный как протий, имеет один протон и не имеет ни одного нейтрона. В ионных соединениях он может либо получить положительный заряд, став катионом, состоящим из одного протона, либо приобрести отрицательный заряд, став анионом, известным как гидрид. Водород может вступать в соединения с большинством элементов, он присутствует в воде и в большинстве органических веществ. Он играет особенно важную роль в химии кислот и оснований, в которой многие реакции представляют собой обмен протонами между молекулами раствора. Поскольку только для нейтрального атома уравнение Шрёдингера может быть решено аналитически, изучение энергетики и спектра атома водорода играет ключевую роль в развитии квантовой механики.
Взаимодействие водорода с различными металлами очень важно в металлургии, так как многие металлы при реакции испытывают водородное охрупчивание, а на повестке дня стоит развивитие безопасных способов хранения водорода и его использование в качестве топлива. Водород обладает высокой растворимостью во многих соединениях редкоземельных и переходных металлов, при этом он может растворяться как в кристаллических, так и в аморфных веществах. Растворимость водорода меняется при наличии локальных повреждений кристаллической решетки металла или при наличии примесей.

### Гелий

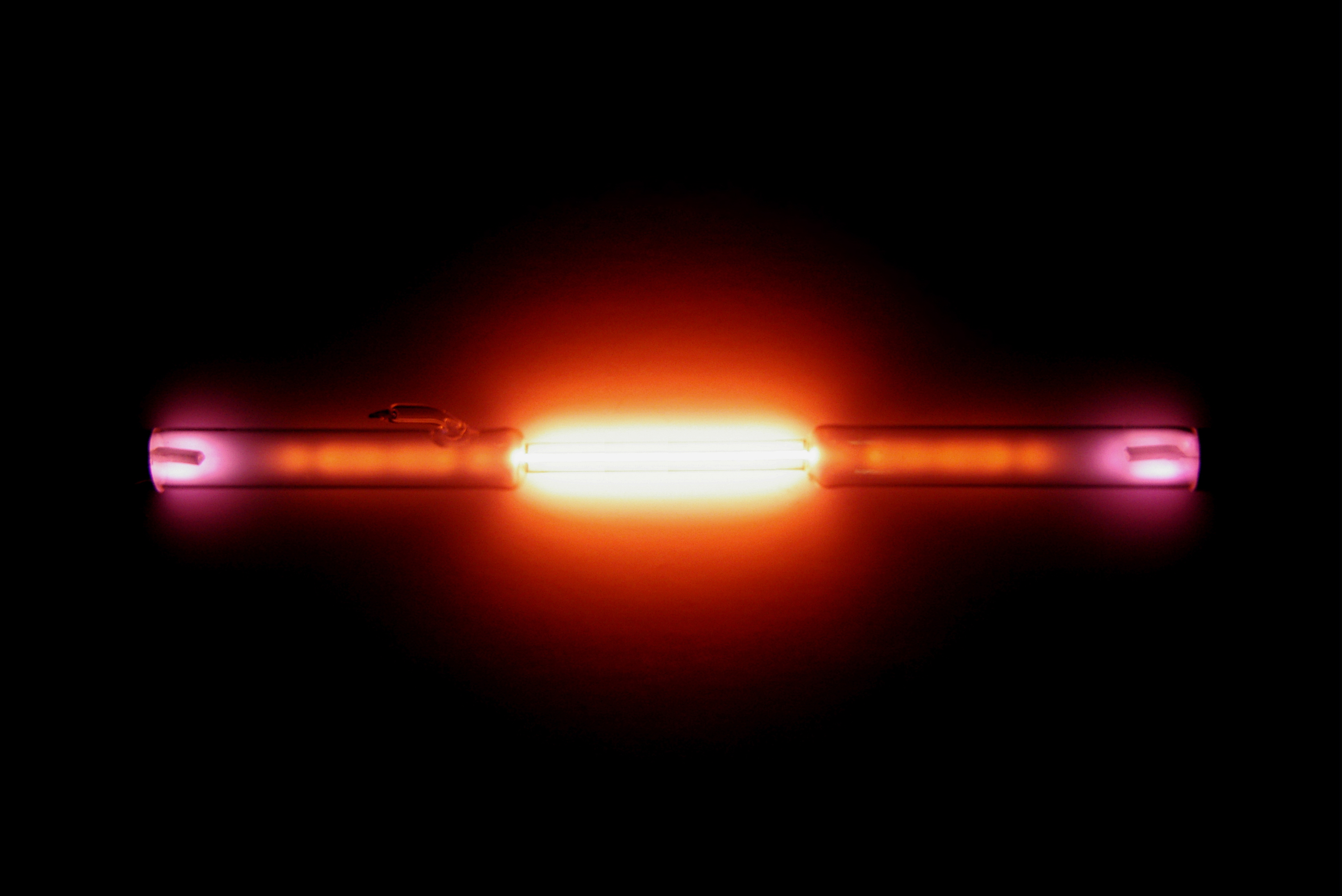
Гелиевая спектральная разрядная трубка

Гелий (He) является одноатомным инертным химическим элементом с атомным номером 2, без цвета, вкуса и запаха, нетоксичным, стоящим в начале группы благородных газов в периодической таблице. Его температура кипения и плавления являются самыми низкими среди всех элементов, он существует только в виде газа, за исключением экстремальных условий.
Гелий был открыт в 1868 году французский астроном Пьером Жансеном, который первым обнаружил этот элемент по наличию неизвестной ранее жёлтой спектральной линии солнечного света во время солнечного затмения. В 1903 году большие запасы гелия были найдены на месторождении природного газа в США, на сегодняшний день эта страна является крупнейшим поставщиком этого газа. Гелий используется в криогенной технике, в системах глубоководного дыхания, для охлаждения сверхпроводящих магнитов, в гелиевом датировании, для надувания воздушных шариков, для подъёма дирижаблей, и в качестве защитного газа для промышленных целей, таких как электросварка и выращивание кремниевых пластин. Вдыхая небольшой объём газа, можно на время изменить тембр и качество человеческого голоса. Поведение жидкого гелия-4 в двух жидких фазах гелий I и гелий II имеет важное значение для исследователей, изучающих квантовую механику и явления сверхтекучести в частности, а также для тех, кто исследует эффекты при температурах, близких к абсолютному нулю, например, сверхпроводимость.
Гелий является вторым по лёгкости элементом и вторым по распространённости в доступной для наблюдения части Вселенной. Большинство гелия образовалось во время Большого взрыва, но и новый гелий постоянно создаётся в результате слияния ядер водорода в звездах. На Земле гелий относительно редок, он образуется в результате естественного распада некоторых радиоактивных элементов, потому что альфа-частицы, которые при этом испускаются, состоят из ядер гелия. Этот радиогенный гелий улавливается в составе природного газа в концентрациях до семи процентов от объема, из которого он добывается в коммерческих масштабах в процессе низкотемпературной сепарации, называемой фракционной перегонкой.
В традиционном изображении периодической таблицы гелий находится над неоном, что отражает его статус благородного газа, однако иногда, как, например, в таблице Менделеева Джанета, он находится над бериллием, что отражает строение его электронной конфигурации.